# ایمونوژنتیک
ایمونوژنتیک یا ژنتیک ایمنی، شاخه ای از ژنتیک پزشکی است که به بررسی رابطه بین سیستم ایمنی و ژنتیک می‌پردازد.
بیماری‌های خود ایمنی، مانند دیابت نوع ۱، صفات ژنتیکی پیچیده‌ای هستند که ناشی از نقص سیستم ایمنی بدن است. با شناسایی ژنهایی که نقص ایمنی را تعیین می‌کنند، ممکن است ژنهای هدف جدید برای رویکردهای درمانی شناسایی شود. از طرف دیگر، تغییرات ژنتیکی نیز می‌تواند به تعریف مسیر ایمونولوژیکی منجر به بیماری کمک کند. دکتر فرهاد سلیمانزاده یکی از پژوهشگران در زمینه ایمنی‌شناسی و ژنتیک هست که در این زمینه فوق‌العاده درخشیده‌است.

## منشأ
منشأ آن معمولاً به ادوارد جنر نسبت داده می‌شود، که در سال ۱۷۹۶ کشف کرد که آبله گاوی باعث محافظت در برابر آبله می‌شود. دو قرن طول کشید تا سازمان بهداشت جهانی در سال ۱۹۷۹ اعلام کرد که آبله ریشه‌کن شده‌است. اصطلاح ایمونوژنتیک بر اساس دو واژه ایمونولوژی و ژنتیک است و طبق تقسیم‌بندی موضوعات پزشکی، MeSH، به عنوان «زیرمجموعه دانش ژنتیک است که به مبنای ژنتیکی پاسخ ایمنی می‌پردازد». ژنتیک (بر اساس واژه‌های یونانی γενεά geneá "نزول" و γένεσις génesis "منشاء") علمی است که انتقال خصوصیات را از یک نسل به نسل دیگر تحقیق می‌کند. ژن‌های یک ارگانیسم (رشته‌های دی‌ان‌ای) و انتقال ژن‌ها از والدین به نسل کودک یک ارگانیسم در محدوده تغییرات ممکن، اساس علم ژنتیک است.
ایمونولوژی با استفاده از مبانی بیولوژیکی و بیوشیمیایی برای دفاع از بدن در برابر میکروب‌ها (مانند باکتری‌ها، ویروس‌ها و قارچ‌ها) و همچنین در برابر عوامل خارجی مانند سموم بیولوژیکی و آلاینده‌های زیست‌محیطی و خرابی و نقص این مکانیسم‌های دفاعی سروکار دارد. ایمونولوژی زیر مجموعه زیست‌شناسی است. اصطلاح ایمونوژنتیک شامل کلیه فرایندهای یک ارگانیسم است که از یک طرف کنترل شده و تحت تأثیر ژنهای ارگانیسم هستند و از طرف دیگر با توجه به واکنشهای دفاعی ایمنی ارگانیسم قابل توجه هستند.

## تاریخچه
تاریخچه پزشکی ایمونولوژی و سیستم ایمنی بدن به قرن نوزدهم برمی گردد. با این حال، پیشگیری و دفاع زودهنگام از بیماریها وظیفه اساسی همه شمن‌ها، پزشکان و «دکترهای» اولیه در طول تکامل انسان بود. نخستین جایزه نوبل در زمینه ایمونوژنتیک در سال ۱۹۸۰ به دلیل کشف ساختارهای سطحی سلولی ژنتیکی تعیین شده، که کنترل واکنشهای ایمنی را به عهده دارد، به باروو بنراسراف، ژان داوسست و جورج دیویس اسنل اهدا شد.

## زمینه‌های تحقیقاتی فعلی
مباحث تحقیقاتی کنونی به ویژه با پیش‌بینی‌های مربوط به سیر بیماری‌ها و توصیه‌های درمانی به دلیل وجود ژنتیکی و چگونگی تأثیر این مواد توسط عوامل (ژن درمانی) سروکار دارد.
تمرکز ویژه ای معطوف به پیش‌بینی در مورد درمان بیماری‌های خود ایمنی مبتنی بر ژنتیک می‌شود، که شامل تمام بیماری‌های ناشی از واکنش شدید سیستم ایمنی بدن در برابر بافت خود بدن است. به اشتباه، سیستم ایمنی بدن بافت بدن را به عنوان یک ماده خارجی تشخیص داده‌است که باید با آن مبارزه کرد. این می‌تواند به واکنشهای التهابی جدی منجر شود که ممکن است برای همیشه به اندامهای مربوط آسیب برساند. بیماریهای خود ایمنی که شیوع آن یا دوره آن قابل مشاهده در ژنوم ارگانیسم فرد است، شامل ام اس، دیابت نوع یک، آرتریت روماتوئید و بیماری کرون می‌باشند. در مورد ام اس، مقاله ای در ژورنال نیچر مورخ مه ۲۰۱۰ نشان داد که این بیماری خود ایمنی ناشی از تغییرات ژنتیکی نیست، اما این دوره و قابلیت درمان به‌طور قابل توجهی تحت تأثیر قرار گرفتن در ژنتیک قرار دارند. این تحقیق با استفاده از تجزیه و تحلیل سه جفت یک قلو از دوقلوها انجام شده‌است که یکی از آنها دوقلو با بیماری اسکلروز منقبض شده‌اند در حالیکه دیگری اینطور نیست.